# Mirșid
Mirșid è un comune della Romania di 2 242 abitanti, ubicato nel distretto di Sălaj, nella regione storica della Transilvania. 
Il comune è formato dall'unione di 4 villaggi: Firminiș, Mirșid, Moigrad-Porolissum, Popeni.
Il primo documento che nomina Mirșid risale al 1219, tuttavia le origini della località sono molto più antiche. Sul territorio di Mirșid esisteva infatti l'antico insediamento militare Romano di Porolissum che, nel 200, sotto il regno di Settimio Severo, divenne una città a tutti gli effetti. Questo permise a Porolissum di diventare un importante centro economico, sociale e militare, tanto che per diverso tempo fu la capitale della Dacia Porolissensis.
Ancora oggi sono visibili le rovine della città romana, che costituiscono una interessante attrattiva turristica: in particolare sono ben visibili i resti di un tempio, di due anfiteatri e diverse torri e tratti di mura.